# Салуанский язык
Салуанский язык (индон. Bahasa Andio) — один из австронезийских языков, распространён на острове Сулавеси — на востоке провинции Центральный Сулавеси (Индонезия).
По данным Ethnologue, количество носителей данного языка составляло 76 тыс. чел. в 1978 году.

## Диалекты
В составе салуанского языка выделяют следующие диалекты: кинтом-пагимано-боалема, олинанг (балоа, кохумама, линкитенг), лувук. В среде молодого поколения всё большее распространение получает индонезийский язык, являющийся государственным и служащий языком межнационального общения.